# Кубок Білорусі з футболу 2005—2006
Кубок Білорусі з футболу 2005–2006 — 15-й розіграш кубкового футбольного турніру в Білорусі. Титул вперше здобув БАТЕ.

## Календар
| Раунд        | Дата              | Матчі | Клуби   |
| ------------ | ----------------- | ----- | ------- |
| Перший раунд | 15 червня 2005    | 16    | 46 → 30 |
| Другий раунд | 23-24 липня 2005  | 14    | 30 → 16 |
| 1/8 фіналу   | 21 вересня 2005   | 8     | 16 → 8  |
| 1/4 фіналу   | 1/5 квітня 2006   | 8     | 8 → 4   |
| 1/2 фіналу   | 10/14 квітня 2006 | 4     | 4 → 2   |
| Фінал        | 27 травня 2006    | 1     | 2 → 1   |

## Перший раунд
| Команда 1                   | Рахунок      | Команда 2                     |
| --------------------------- | ------------ | ----------------------------- |
| 15 червня 2005              |              |                               |
| Хімік (Гродно) (А)          | 2:4          | Хімік (Світлогорськ) (2)      |
| Торпедо-СКА (Мінськ) (3)    | 0:0 пен. 0:3 | Локомотив (Вітебськ) (2)      |
| Пінськ-900 (3)              | 1:3          | Барановичі (2)                |
| Пінема (Пінськ) (А)         | 0:1          | Зміна (Мінськ) (2)            |
| Горки (3)                   | 0:0 пен. 5:3 | Граніт (Мікашевичі) (2)       |
| Вертикаль (Калинковичі) (3) | 0:2          | Комунальник (Слонім) (2)      |
| Полоцьк (3)                 | 2:1          | ЗЛіН (Гомель) (2)             |
| ДЮСШ Кіровськ (А)           | 2:1          | Дніпро-ДЮСШ-1 (Рогачов) (2)   |
| Полісся (Козенки) (3)       | 0:3          | Верас (Несвіж) (2)            |
| Гомель-СДЮШОР-8 (3)         | 2:3          | Береза (2)                    |
| Осиповичі (3)               | 1:3          | Ведрич-97 (Річиця) (2)        |
| Неман (Мости) (3)           | 0:2          | Орша (2)                      |
| Комунальник (Жлобін) (3)    | 0:3          | Ліда (2)                      |
| Молодечно-2000 (3)          | 1:7          | Сморгонь (2)                  |
| Лівадія (Дзержинськ) (3)    | 0:2          | Торпедо-Кадино (Могильов) (2) |
| Спартак (Шклов) (3)         | 1:1 пен. 4:3 | Білшина (2)                   |

## Другий раунд
| Команда 1                     | Рахунок | Команда 2                  |
| ----------------------------- | ------- | -------------------------- |
| 23 липня 2005                 |         |                            |
| Спартак (Шклов) (3)           | 0:1     | БАТЕ                       |
| Зміна (Мінськ) (2)            | 1:2     | МТЗ-РІПО                   |
| 24 липня 2005                 |         |                            |
| Хімік (Світлогорськ) (2)      | 2:0     | Даріда                     |
| Локомотив (Вітебськ) (2)      | 2:4     | Динамо (Мінськ)            |
| Горки (3)                     | 1:3     | Німан                      |
| Комунальник (Слонім) (2)      | 0:2     | Шахтар (Солігорськ)        |
| ДЮСШ Кіровськ (А)             | 0:4     | Локомотив (Мінськ)         |
| Верас (Несвіж) (2)            | 1:0     | Дніпро-Трансмаш (Могильов) |
| Береза (2)                    | 1:3     | Зірка-БДУ (Мінськ)         |
| Ведрич-97 (Річиця) (2)        | 1:4     | Нафтан                     |
| Орша (2)                      | 2:8     | Торпедо (Жодино)           |
| Ліда (2)                      | 1:2     | Гомель                     |
| Сморгонь (2)                  | 0:1     | Славія-Мозир               |
| Торпедо-Кадино (Могильов) (2) | 0:1     | Динамо (Берестя)           |

## 1/8 фіналу
| Команда 1                | Рахунок        | Команда 2           |
| ------------------------ | -------------- | ------------------- |
| 21 вересня 2005          |                |                     |
| Барановичі (2)           | 2:1            | Полоцьк (3)         |
| Хімік (Світлогорськ) (2) | 1:0            | Верас (Несвіж) (2)  |
| Гомель                   | 1:0            | Торпедо (Жодино)    |
| Зірка-БДУ (Мінськ)       | 3:1            | Німан               |
| Динамо (Берестя)         | 2:0 дч         | Локомотив (Мінськ)  |
| Нафтан                   | 0:4            | Динамо (Мінськ)     |
| МТЗ-РІПО                 | 2:3            | Шахтар (Солігорськ) |
| БАТЕ                     | 2:2 пен. 12:11 | Славія-Мозир        |

## 1/4 фіналу
| Команда 1              | Заг. | Команда 2                | 1-й матч | 2-й матч |
| ---------------------- | ---- | ------------------------ | -------- | -------- |
| 1/5 квітня 2006        |      |                          |          |          |
| Гомель                 | 5:1  | Хімік (Світлогорськ) (2) | 5:1      | 0:0      |
| Динамо (Мінськ)        | 0:2  | Шахтар (Солігорськ)      | 0:1      | 0:1      |
| Динамо (Берестя)       | 0:1  | БАТЕ                     | 0:0      | 0:1      |
| Зірка-БДУ (Мінськ) (2) | 6:1  | Барановичі (2)           | 4:1      | 2:0      |

## 1/2 фіналу
| Команда 1           | Заг.    | Команда 2              | 1-й матч | 2-й матч |
| ------------------- | ------- | ---------------------- | -------- | -------- |
| 10/14 квітня 2006   |         |                        |          |          |
| Шахтар (Солігорськ) | 1:1 (ч) | Гомель                 | 0:0      | 1:1      |
| БАТЕ                | 7:1     | Зірка-БДУ (Мінськ) (2) | 3:1      | 4:0      |

## Фінал
| 27 травня 2006 |

| Шахтар       | 1:3 дч   | БАТЕ                                 |
| ------------ | -------- | ------------------------------------ |
| Клименко 65' | Протокол | Молош 26' Платонов 115' Близнюк 117' |

| Стадіон «Динамо», Мінськ Глядачів: 5 200 Арбітр: Сергій Шмолік |